# Alexander Saxelin
Alexander Saxelin (29 de agosto de 1899-9 de octubre de 1959) fue un bailarín finlandés, uno de los de mayor fama de su país en las décadas de 1930 y 1940. Fue también conocido con el nombre de Alex Saxelin.

## Biografía
Nacido en Víborg, Finlandia, Saxelin se graduó en la Escuela Imperial de Ballet de San Petersburgo tras estudiar allí entre 1910 y 1919. Regresó a su ciudad natal en 1921, mudándose a Helsinki en 1922. En esta ciudad trabajó como profesor de ballet, aunque también bailó en gira por Europa acompañado por Klawdija Gorewa y Ivan Kirejeff, entre otros artistas. A lo largo de su trayectoria apoyó a artistas como Mary Paischeff y Irja Hagfors a desarrollar sus representaciones.
En 1935 Saxelin fue elegido segundo maestro del Ballet Nacional de Finlandia, después de George Gé, ocupando el cargo hasta 1954. 
Alexander Saxelin fue premiado por su trayectoria artística con la Medalla Pro Finlandia en 1948, falleciendo en el año 1959.